# الدليل السري للحواسيب
الدليل السري للحواسيب (بالإنجليزية: The Secret Guide to Computers)‏ هو كتاب لخبير الحاسوب رس ولتر. إصداراته تنشر منذ حوالي ثلاثين عامًا. الإصدارة الأخيرة هي الإصدارة الثلاثين وهي لعام 2008م، لكنها صدرت في سبتمبر 2007م. هذه الإصدارة من مجلد واحد، مقسم إلى 14 فصلا، في 575 صفحة. العديد من الإصدارات كانت عبارة عن كراسات أو مجموعات متعددة المجلدات.
اجتذب الدليل السري للحواسيب طائفة من المتابعين؛ بسبب كتابات رس ولتر المميزة، وأسلوبه الكتابي المرح، والسعر المنخفض (20 دولارًا) وإخلاصه لقرائه. حيث يدعو نفسه أعطى المؤلف رقم هاتفه في الكتاب.
يغطي الكتاب مواضيع متعددة متعلقة بالحواسيب، منها العتاد والبرمجيات، وتاريخ الحواسيب. أيضًا يقدم الكتاب قسمًا عن لغات البرمجة.